# Four Mile Bridge
De Four Mile Bridge is een brug die de Britse eilanden Anglesey en Holy Island verbindt. De naam van de brug komt niet van zijn lengte (120 meter), maar van het feit dat hij 4 mijl van de stad Holyhead verwijderd is. Tot aan de constructie van het Stanley Embankment in 1823 was dit de enige vaste oeververbinding naar Holy Island.
De brug overspant de Cymyran Strait, een smalle zone van slikken en schorren die Holy Island tot een eiland maakt. Deze zone, die onofficieel ook wel The Inland Sea wordt genoemd, vormt in zijn geheel een natuurreservaat.